# 平和台公園

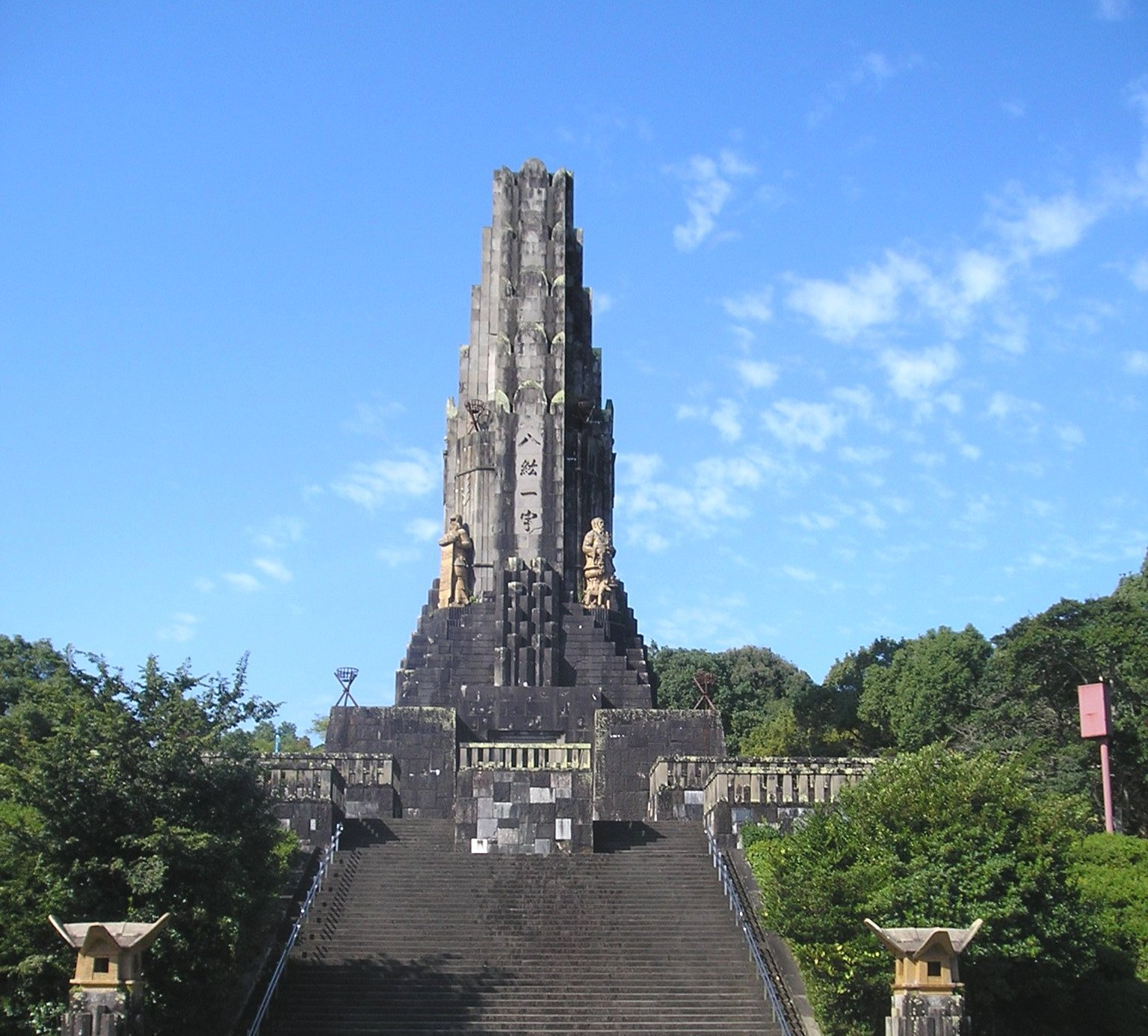

平和台公園（日语：へいわだいこうえん）是位於日本宮崎縣宮崎市的一座公園，以八紘一宇塔著稱。這座公園是紀元2600年紀念事業的一部分，公園修建耗資67萬日元，在1940年11月25日竣工。二戰之後因八紘一宇被視為軍國主義象徵而禁用，八紘一宇塔亦更名為和平塔。現在平和台公園是宮崎縣代表觀光景點之一。

## 外部連結
- 平和台公園 （页面存档备份，存于）（管理業者『パークマネージメント宮崎』による公式サイト）
- 宮崎県 都市公園 （页面存档备份，存于）

31°56′52″N 131°24′52″E / 31.94778°N 131.41444°E